# کیت الیس (بازیکن فوتبال)
کیت الیس (انگلیسی: Keith Ellis؛ زادهٔ ۶ نوامبر ۱۹۳۵) بازیکن فوتبال اهل بریتانیا است.
از باشگاه‌هایی که در آن بازی کرده‌است می‌توان به باشگاه فوتبال کاردیف سیتی اشاره کرد.